# Важозеро (озеро, Карелия)
Важозеро — пресноводное озеро на территории Святозерского сельского поселения Пряжинского района и Коткозерского сельского поселения Олонецкого района Республики Карелии, к западу от Важинского болота.

## Общие сведения
Площадь озера — 6,9 км², площадь водосборного бассейна — 51,2 км². Располагается на высоте 131,8 метров над уровнем моря.
Форма озера лопастная, продолговатая: оно почти на пять километров вытянуто с северо-запада на юго-восток. Берега каменисто-песчаные, местами заболоченные.
С юго-запада из Важозера вытекает река Важозерка, втекающая с левого берега в реку Тетерку, впадающую в Рандозеро. Из последнего вытекает река Рипус (ниже — Рандозерка), впадающая в реку Важинку, правый приток Свири.

## История
Известно тем, что на его берегу находится Важеозерский монастырь — мужской монастырь Русской Православной Церкви в селе Интерпосёлок Олонецкого района и Митрофаниевская пустынь Петрозаводской и Карельской епархии, основанная как скит в 1904 году и возрождённая в 2000 году.

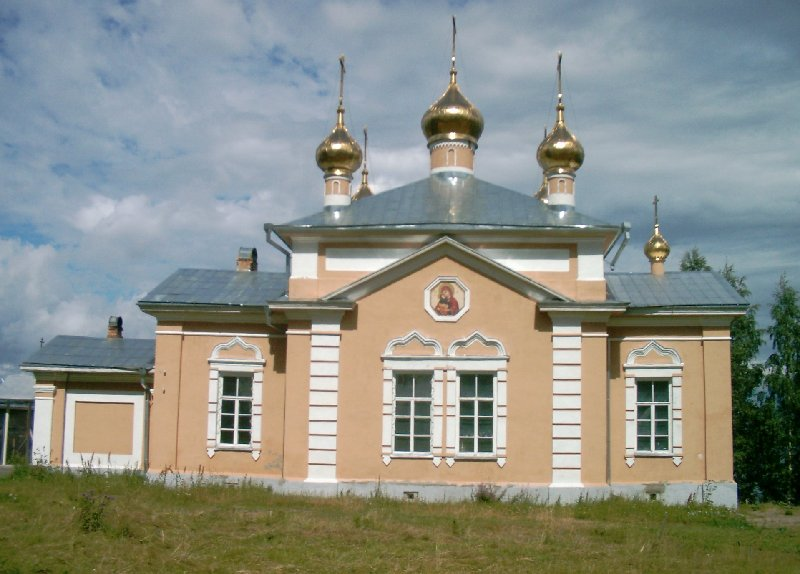
Церковь Всех Святых Важеозерского Спасо-Преображенского мужского монастыря

Код объекта в государственном водном реестре — 01040100711102000015181.